# Red Spur (Marie-Byrd-Land)
Der Red Spur (englisch für Roter Sporn) ist ein 3 km langer und schmaler Gebirgskamm im westantarktischen Marie-Byrd-Land. In den Horlick Mountains erstreckt er sich 1,5 km nördlich des Tillite Spur vom südlichen Wisconsin-Plateau bis zur Ostflanke des Olentangy-Gletschers.
Der United States Geological Survey kartierte ihn anhand eigener Vermessungen und Luftaufnahmen der United States Navy aus den Jahren von 1960 bis 1964. Die Benennung erfolgte auf Vorschlag des US-amerikanischen Geologen und Glaziologen John H. Mercer (1922–1987), der zwischen 1964 und 1965 im Rahmen des United States Antarctic Research Program in diesem Gebiet tätig war. Namensgebend ist die rötliche verwitterte Oberfläche auf einem Plateau des Gebirgskamms.